# World Aquatics
World Aquatics (dawniej FINA – Światowa Federacja Pływacka, fr. Fédération Internationale de Natation) – międzynarodowa organizacja pływacka powstała 19 lipca 1908 roku w Londynie. Obecnie zrzesza 209 federacji krajowych z siedzibą w Lozannie.
Uznawana przez Międzynarodowy Komitet Olimpijski za światową federację zarządzającą pięcioma sportami wodnymi (pływaniem, pływaniem na wodach otwartych, skokami do wody, pływaniem synchronicznym i piłką wodną).
Prezydentem World Aquatics jest od 2021 roku Husain Al Musallam.

## Prezydenci World Aquatics
| Prezydenci World Aquatics | Prezydenci World Aquatics | Prezydenci World Aquatics |
| Imię i nazwisko           | Kraj                      | Kadencja                  |
| ------------------------- | ------------------------- | ------------------------- |
| George Hearn              | Wielka Brytania           | 1908–1924                 |
| Erik Bergvall             | Szwecja                   | 1924–1928                 |
| Émile-Georges Drigny      | Francja                   | 1928–1932                 |
| Walther Binner            | III Rzesza                | 1932–1936                 |
| Harold Fern               | Wielka Brytania           | 1936–1948                 |
| Rene de Raeve             | Belgia                    | 1948–1952                 |
| M.L. Negri                | Argentyna                 | 1952–1956                 |
| Jan de Vries              | Holandia                  | 1956–1960                 |
| Max Ritter                | RFN                       | 1960–1964                 |
| William Berge Phillips    | Australia                 | 1964–1968                 |
| Javier Ostos Mora         | Meksyk                    | 1968–1972                 |
| Harold Henning            | Stany Zjednoczone         | 1972–1976                 |
| Javier Ostos Mora         | Meksyk                    | 1976–1980                 |
| Ante Lambasa              | Jugosławia                | 1980–1984                 |
| Robert Helmick            | Stany Zjednoczone         | 1984–1988                 |
| Mustapha Larfaoui         | Algieria                  | 1988–2009                 |
| Julio Maglione            | Urugwaj                   | 2009–                     |

## Zawody
World Aquatics organizuje mistrzostwa świata we wszystkich dyscyplinach, którymi zarządza.

### Mistrzostwa świata w pływaniu
Największa impreza organizowana przez World Aquatics, na której rywalizacja odbywa się we wszystkich pięciu dyscyplinach. Rozgrywane co dwa lata (w latach nieparzystych).

### Mistrzostwa w poszczególnych dyscyplinach
Zawody rangi mistrzowskiej w poszczególnych dyscyplinach odbywają się w latach parzystych.
- Pływanie: Mistrzostwa świata w pływaniu na krótkim basenie rozgrywane na pływalni 25-metrowej.
- Piłka wodna: Liga światowa w piłce wodnej (kobiet i mężczyzn).
- Skoki do wody: World Series.
- Pływanie na wodach otwartych: Mistrzostwa świata w pływaniu na wodach otwartych.
- Pływanie synchroniczne: World Trophy.
- Masters: Mistrzostwa świata w pływaniu Masters, na których rozgrywane jest wszystkie pięć dyscyplin.